# Слоан (Айова)
Слоан (англ. Sloan) — місто (англ. city) в США, в окрузі Вудбері штату Айова. Населення — 1042 особи (2020).

## Географія
Слоан розташований за координатами 42°13′57″ пн. ш. 96°13′33″ зх. д. / 42.23250° пн. ш. 96.22583° зх. д. (42.232475, -96.225720).  За даними Бюро перепису населення США в 2010 році місто мало площу 1,60 км², уся площа — суходіл.

## Демографія
Згідно з переписом 2010 року, у місті мешкали 973 особи в 421 домогосподарстві у складі 269 родин. Густота населення становила 609 осіб/км².  Було 447 помешкань (280/км²).
Расовий склад населення:
| - 96,9 % — білих - 2,2 % — корінних американців - 0,1 % — азіатів |

До двох чи більше рас належало 0,3 %. Частка іспаномовних становила 1,8 % від усіх жителів.
За віковим діапазоном населення розподілялося таким чином: 23,8 % — особи молодші 18 років, 59,9 % — особи у віці 18—64 років, 16,3 % — особи у віці 65 років та старші. Медіана віку мешканця становила 41,7 року. На 100 осіб жіночої статі у місті припадало 89,3 чоловіків;  на 100 жінок у віці від 18 років та старших — 88,1 чоловіків також старших 18 років.
Середній дохід на одне домашнє господарство  становив 65 656 доларів США (медіана — 57 656), а середній дохід на одну сім'ю — 76 013 долари (медіана — 65 602). За межею бідності перебувало 12,6 % осіб, у тому числі 6,3 % дітей у віці до 18 років та 4,2 % осіб у віці 65 років та старших.
Цивільне працевлаштоване населення становило 594 особи. Основні галузі зайнятості: освіта, охорона здоров'я та соціальна допомога — 26,1 %, виробництво — 13,1 %, роздрібна торгівля — 12,1 %.